# O zi ploioasă în New York
O zi ploioasă în New York (A Rainy Day in New York) este un film de dramă regizat de Woody Allen, care a fost filmat în 2017 și a avut premiera în 2019. Personajele din film sunt jucate de Timothée Chalamet, Selena Gomez, Elle Fanning, Jude Law, Diego Luna și Liev Schreiber.

## Distribuție
- Timothée Chalamet
- Selena Gomez
- Elle Fanning
- Jude Law
- Diego Luna
- Liev Schreiber
- Annaleigh Ashford
- Rebecca Hall
- Cherry Jones
- Will Rogers
- Kelly Rohrbarch
- Suki Waterhouse
- Griffin Newman

- Ben Warheit

## Producția
În august 2017, Timothée Chalamet, Selena Gomez și Elle Fanning s-au înscris la castingul lui Woody Allen pentru noul lui film. În septembrie 2017, ceilalți s-au înscris și ei la casting. În octombrie 2017 filmul a fost numit A Rainy Day in New York („O zi ploioasă în New York”).

### Filmări
Filmările au început pe 11 septembrie 2017 în New York. La sfârșitul lui octombrie filmările s-au încheiat.

### Premiera
Premiera filmului a avut loc pe 18 septembrie 2019 în Franța, pe 3 octombrie în Italia, pe 4 octombrie în Spania, iar mai târziu și în alte state.